# 布拉内斯
布拉内斯，是西班牙加泰罗尼亚赫罗纳省的一个市镇。总面积18平方公里，2001年总人口30693人，人口密度1705人/平方公里。